# Nový Bydžov
Nový Bydžov (prononcé en tchèque : [ˈnoviː ˈbɪdʒof] ; en allemand : Neubidschow) est une ville du district et de la région de Hradec Králové, en Tchéquie. Sa population s'élevait à 7 212 habitants en 2024.

## Géographie
Nový Bydžov est arrosée par la rivière Cidlina, un affluent de l'Elbe, et se trouve à 10 km au nord de Chlumec nad Cidlinou, à 25 km à l'ouest de Hradec Králové et à 78 km à l'est-nord-est de Prague.
La commune est limitée par Hlušice, Starý Bydžov, Sloupno et Králíky au nord, par Prasek, Humburky et Měník à l'est, par Zachrašťany, Nepolisy et Lužec nad Cidlinou au sud, et par Sloveč à l'ouest.

## Histoire
La ville était la propriété de la famille Vartemberg dès l'année 1325 avant de passer aux mains de la famille Pernštejn en 1516 puis d’être à partir de 1548 propriété des Wallenstein. En 1569, Nový Bydžov fut, contre paiement, exonérée de la servitude et devint ville du domaine royal. Au cours des années 1751-1784, elle fut le siège royal de la région nouvellement créée de Nový Bydžov, laquelle comprenait les monts des Géants de Vrchlabí à Sadská en passant par Jilemnice, Nová Paka, Jičín, Hořice, Nový Bydžov, Chlumec nad Cidlinou et Poděbrady. En 1784, la capitale de la région fut transférée à Jičín en raison de sa position, mais le nom de la région demeura le même jusqu'en 1850.
|  |

Nový Bydžov fut alors, de 1850 à 1960, le chef-lieu d'un district. Après l’abolition du district, elle n'a pas cessé d'être le centre naturel de la région.

## Galerie

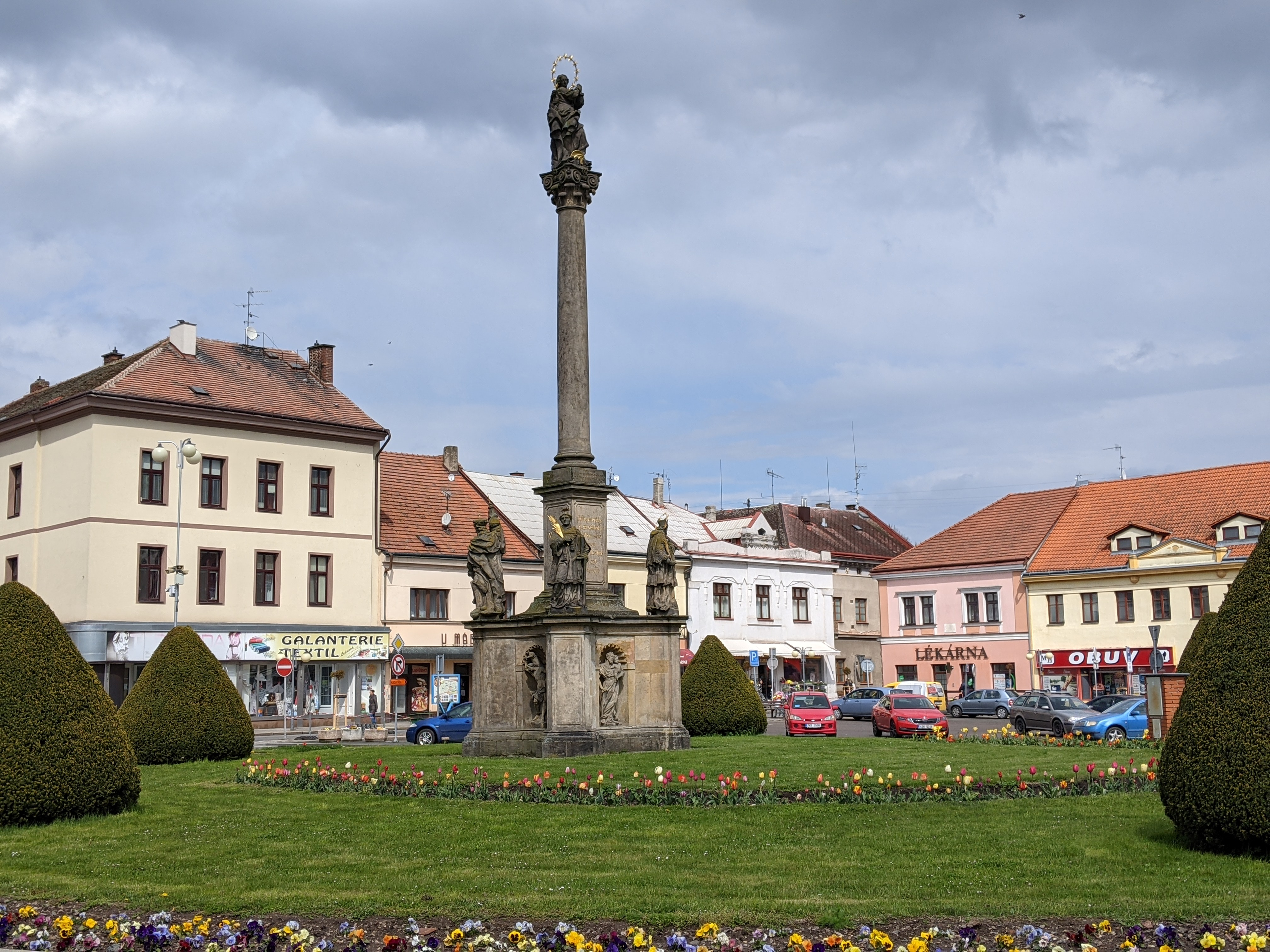
Place Masaryk : colonne mariale.
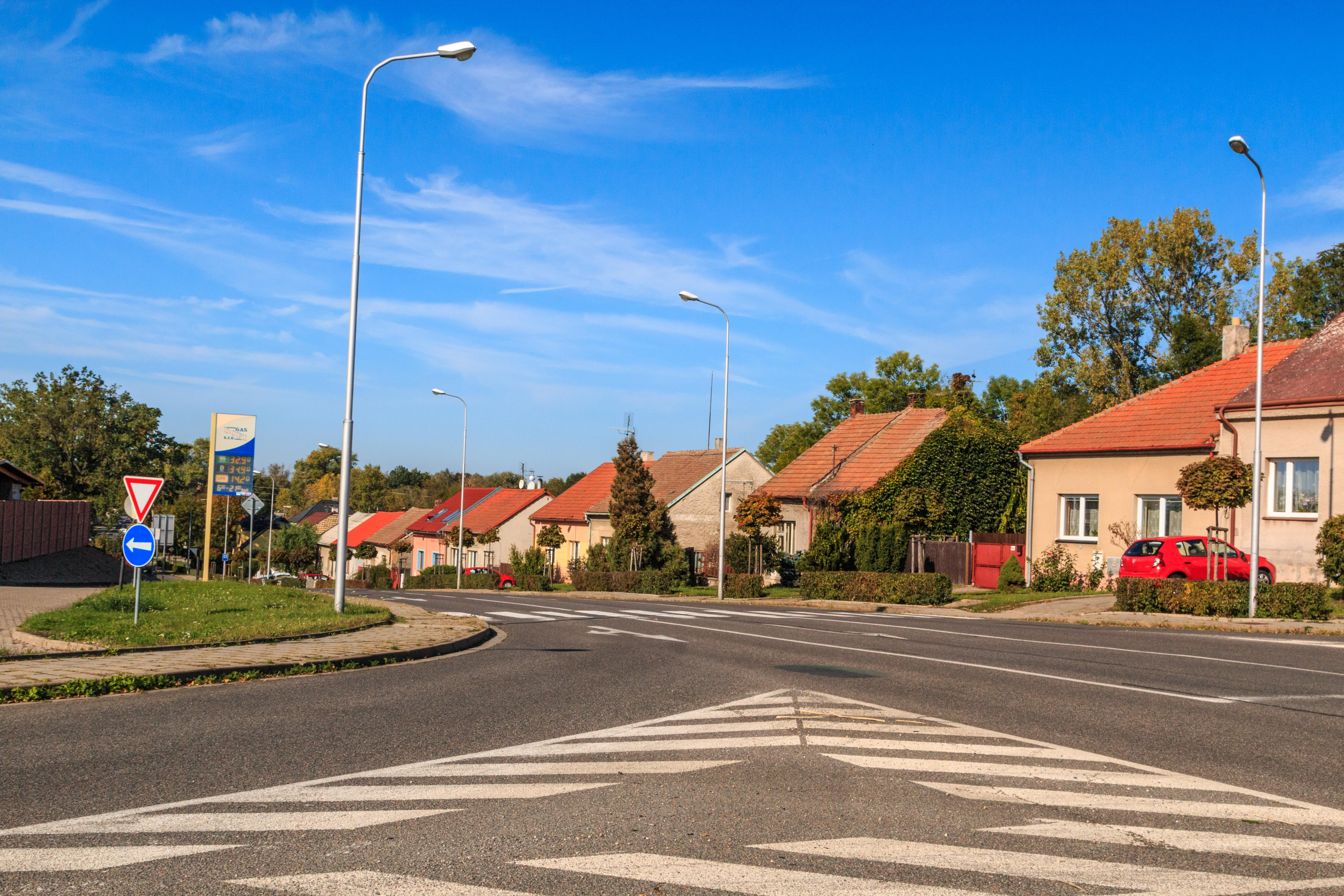
Avenue Dukelská.

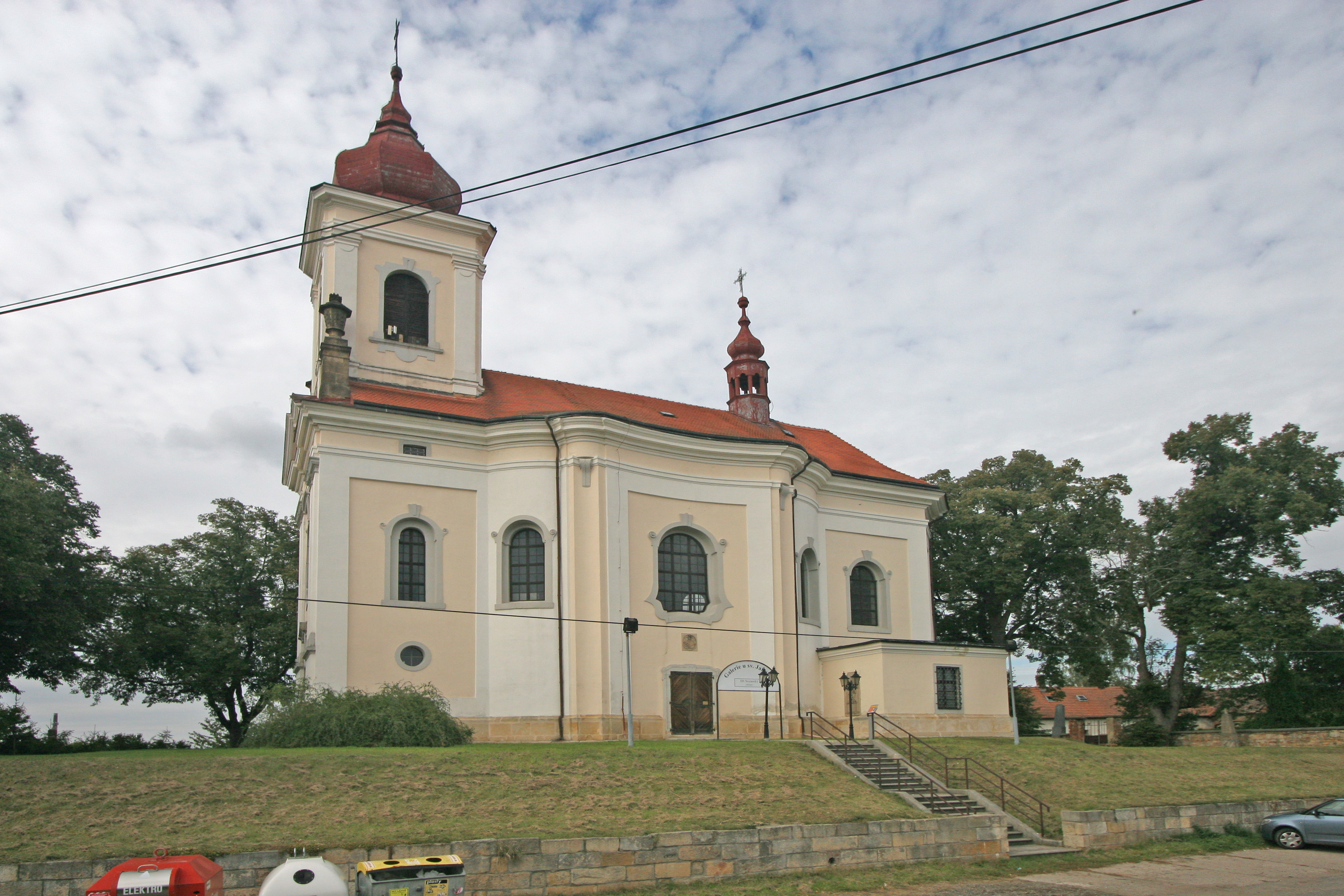
Église Saint-Jacques à Metličany.
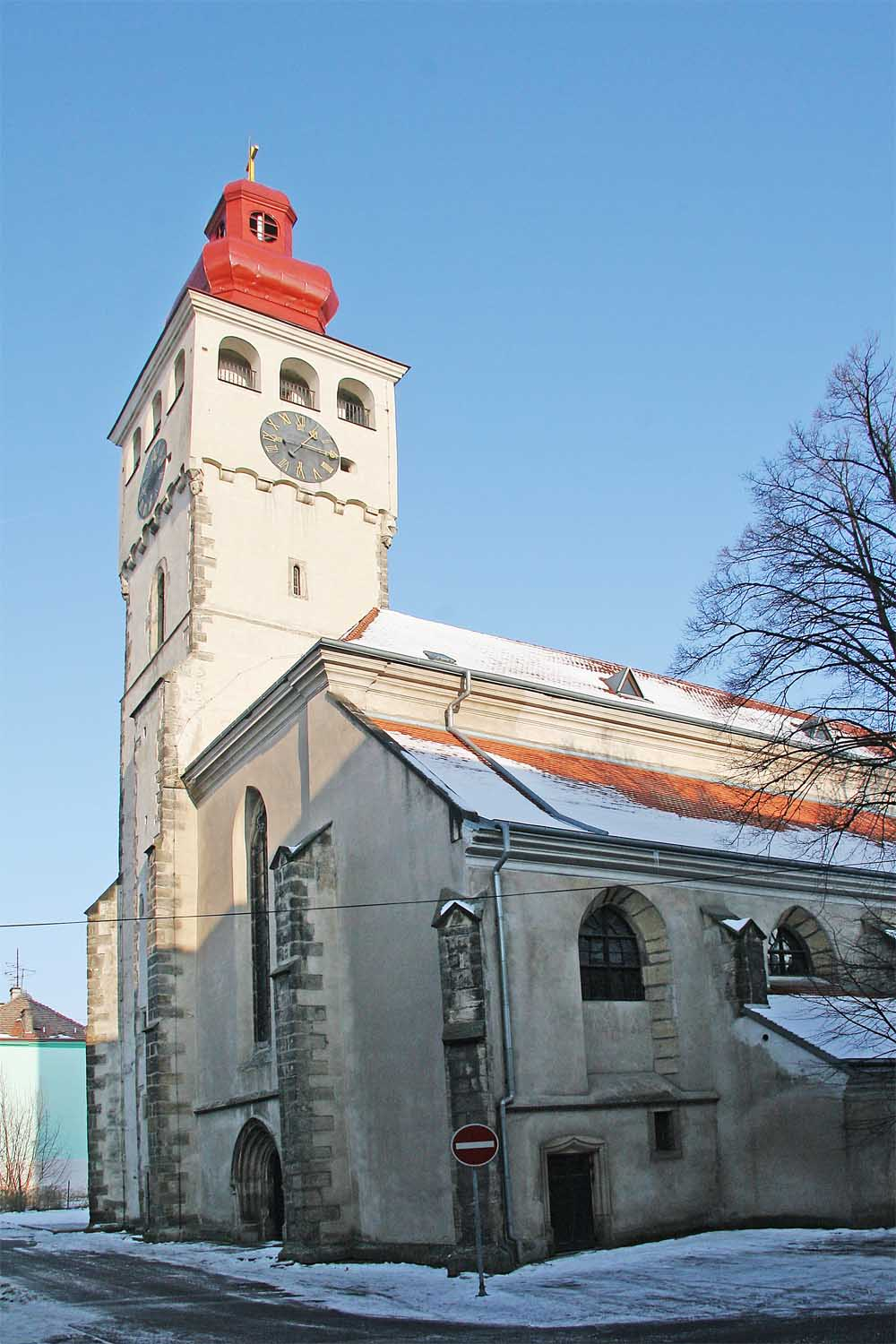
Église Saint-Laurent.
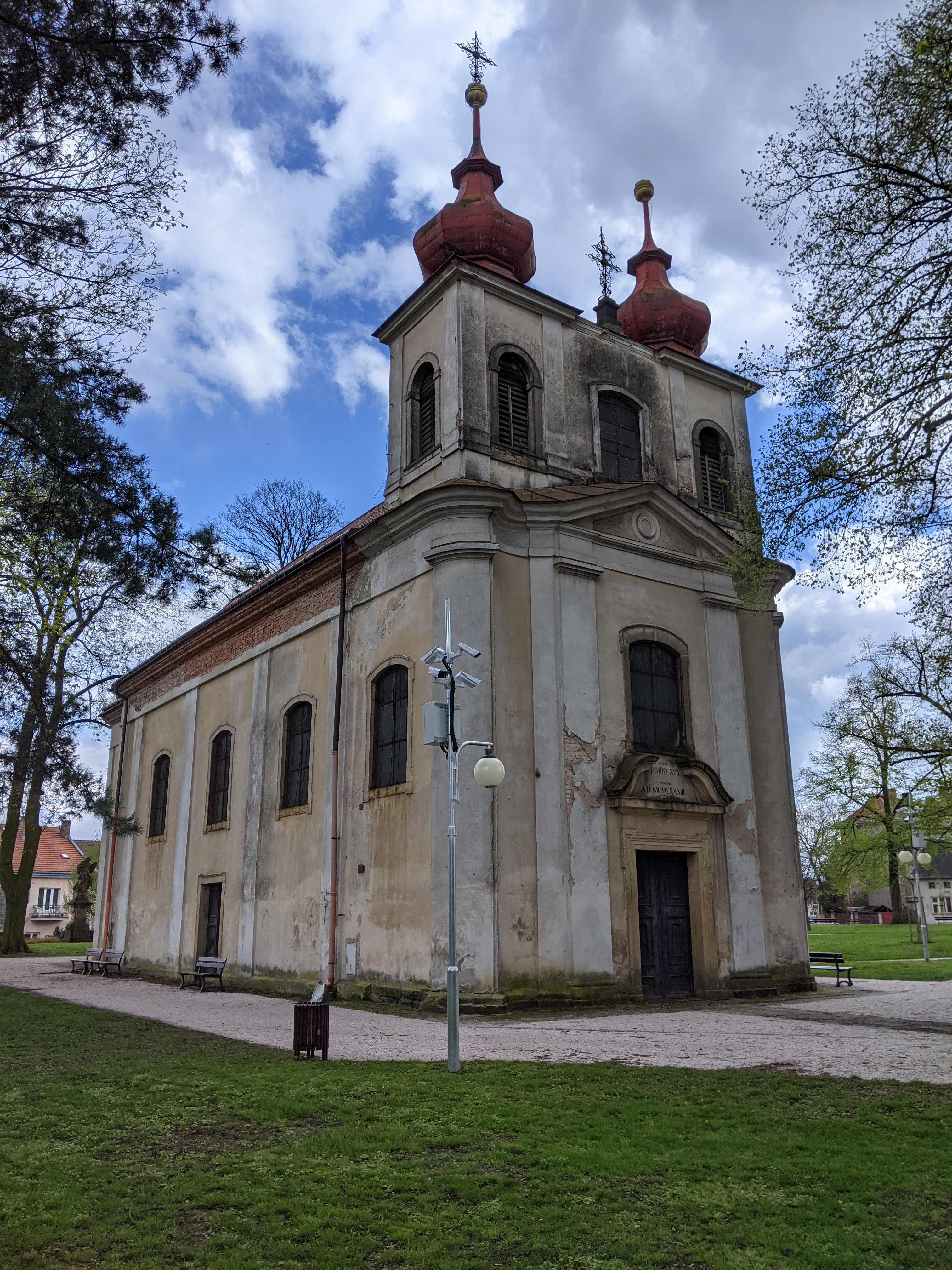
Église de la Sainte-Trinité.

## Patrimoine
- Église gothique Saint-Laurent (début du XIVe siècle)
- Ancien cimetière juif (fondé en 1520), le troisième du pays par sa taille
- Colonne mariale de la peste sur la place Masaryk (achevée en 1716)
- Église baroque Saint-Jacques au Metličany (1768-1775)
- Mairie néo-gothique conçue par J. Mica (1862-1865).
- Musée municipal dans l’immeuble de la Caisse d'épargne – diverses expositions (préhistoire de la région de Nový Bydžov, corporations, arts et artisanat, Bydžov Ark et peintures de Peter Johannes Brandl, folklore, salle commémorative du prof. Nevyjel et sculptures de l’artiste naïf Václav Kudera-Křapík).

## Personnalités
- Marek Bydžovský z Florentýna (1540-1612), recteur de l'Université de Prague, mathématicien, astronome et historien
- Alois Gallat (1827-1901), auteur de livres humoristiques et journaliste
- Jan Kefer (1906-1941), astrologue
- Josef Eduard Proche (1822-1908), horticulteur
- Josef Schnitter (1852-1914), architecte tchéco-bulgare, architecte en chef de Plovdiv
- Karel Boromejský Mádl (1859-1932), historien et critique d'art
- Jan Malát (1843-1915), compositeur de musique et professeur, né à Stary Bydžov, près de Bydžov

## Transports
Par la route, Nový Bydžov se trouve à 11 km de Chlumec nad Cidlinou, à 29 km de Hradec Králové et à 96 km de Prague. 